# Izet Hajrović
Izet Hajrović (* 4. August 1991 in Brugg, Schweiz) ist ein bosnisch-schweizerischer Fussballspieler, der vorwiegend als Rechtsaussen eingesetzt wird. Seit Juli 2021 steht er bei Aris Thessaloniki unter Vertrag.

## Herkunft und Familie
Izet Hajrović kam in der Deutschschweizer Kleinstadt Brugg auf die Welt und wuchs in Birr im Kanton Aargau auf. Seine Eltern waren 1987 aus dem ehemaligen Jugoslawien in die Schweiz immigriert. Sein jüngerer Bruder Sead ist ebenfalls Fussballspieler. Seit 2014 ist er mit Leyla Hajrović verheiratet.

## Karriere

### Vereine

#### Grasshopper Club Zürich
Izet Hajrović wurde 1999 im Alter von neun Jahren beim FC Windisch während eines Juniorenturniers von einem Scout des Grasshopper Club Zürich entdeckt. Er wechselte 2000 zu den E-Junioren der Grasshoppers und wurde zum Profifussballspieler ausgebildet.
Anfang der Saison 2009/10 unterschrieb er seinen ersten Profivertrag bei den Grasshoppers, der bis 2012 lief. Am 3. Oktober 2009 gab der damals  18-Jährige gegen den FC Luzern unter Trainer Ciriaco Sforza sein Debüt als Profi. Anschliessend kam er in der zweiten Mannschaft zum Einsatz, um weitere Spielpraxis zu sammeln. In der Folgesaison 2010/11 bestritt Hajrović 21 Ligaspiele. Er steuerte fünf Tore und eine Vorlage bei und trug massgeblich zum Klassenverbleib des Vereins in der schweizerischen Super League bei. Im August 2010 debütierte der damals 19-Jährige in der UEFA Europa League gegen Steaua Bukarest. Im März 2011 verlängerte er seinen Vertrag vorzeitig bis Juni 2015. Bis zum Ende der Spielzeit 2011/12 kam er 43-mal in der höchsten Schweizer Spielklasse zum Einsatz.
In der Saison 2012/13 erzielte er in der Super League acht Tore in 33 Spielen und gehörte zu den Entdeckungen dieser Spielzeit. Unter anderem sorgte der damals 21-jährige Hajrović für den Einzug der Grasshoppers in den Final des Schweizer Cups und erzwang dort mit seinem 1:1-Ausgleich die Verlängerung. Im anschliessenden Penaltyschiessen konnten sich die Grasshoppers den Titel sichern.
Im Sommer 2013 bekundeten verschiedene europäische Erstligisten Interesse an einer Verpflichtung Hajrovićs.
In der Hinrunde der Saison 2013/14 sorgte er für einiges Aufsehen durch ein Foul am Luzerner Torhüter David Zibung, dem er nach einem Zusammenprall unglücklich aufs Gesicht trat. Aufgrund wiederholter Tätlichkeiten auf dem Spielfeld wurde er zudem vom Schweizerischen Fussballverband zu einer Sperre von vier Pflichtspielen verurteilt.

#### Galatasaray Istanbul
Am 8. Januar 2014 wechselte Hajrović für eine Ablösesumme von 3,5 Millionen Euro zum türkischen Erstligisten Galatasaray Istanbul. In seinen ersten vier Pflichtspielen im Februar 2014 steuerte er ein Tor und drei Vorlagen bei.
Aufgrund ausstehender Gehaltszahlungen verklagte Hajrovićs Anwalt den Arbeitgeber Galatasaray im Juni 2014 bei der FIFA und verlangte für seinen Klienten die Vertragsauflösung sowie eine Entschädigung.

#### Werder Bremen
Nach der Vertragsauflösung wechselte Hajrović am 10. Juli 2014 ablösefrei zum Bundesligisten Werder Bremen, bei dem er einen bis zum 30. Juni 2018 gültigen Vertrag unterzeichnete. Sein Bundesligadebüt gab er am 23. August 2014 (1. Spieltag) beim 2:2-Unentschieden im Auswärtsspiel gegen Hertha BSC; sein erstes Bundesligator erzielte er am 26. April 2015 (30. Spieltag) beim 2:2-Unentschieden im Auswärtsspiel gegen den SC Paderborn 07 mit dem Treffer zum Endstand in der 76. Minute. Bei Werder Bremen kam er jedoch nicht über die Rolle eines Ergänzungsspielers hinaus. Dazu dürfte  auch die Entlassung des Trainers Robin Dutt beigetragen haben. Dessen Nachfolger Viktor Skripnik bevorzugte ein klassisches 4-4-2-System mit Mittelfeldraute, in dem es Hajrovićs bevorzugte Position – die des Aussenstürmers – nicht gibt.

#### SD Eibar
Am 31. August 2015 wurde bekanntgegeben, dass Hajrović für ein Jahr an SD Eibar aus der spanischen Primera División ausgeliehen wird. Dort konnte er sich nicht durchsetzen und kam nur auf sieben Einsätze. Im Sommer 2016 kehrte er zu Werder Bremen zurück.

#### Werder Bremen
Bei Werder Bremen wurde Hajrović nach seiner Rückkehr zunächst keine grosse Perspektive eingeräumt. Nach den beiden enttäuschenden Jahren in Bremen und Eibar sollte er – auch wegen seines hohen Gehalts – eigentlich verkauft werden. Es fand sich jedoch kein Interessent, so dass er in Bremen blieb. Am 31. Januar 2018 wechselte er zu Dinamo Zagreb.
Insgesamt kam er für Werder in 38 Bundesligaspielen, in denen er zwei Tore schoss, und in drei Spielen im DFB-Pokal, in denen er ein Tor schoss, zum Einsatz.

#### Dinamo Zagreb
In Zagreb stand der Spieler in 56 Ligaspielen auf dem Platz, bevor er im Sommer 2021 zu Aris Thessaloniki wechselte.

### Nationalmannschaften

#### Schweizerischer Fussballverband (SFV)
Hajrović begann seine Nationalmannschafts-Karriere beim SFV, bei den U-20- und U-21-Junioren der Schweiz. Trainer Pierluigi Tami berief ihn fünf Mal in das Aufgebot der U-21-Nationalmannschaft. Er kam dabei zu vier Einsätzen.
Am 9. November 2012 wurde er unter Nationaltrainer Ottmar Hitzfeld erstmals für ein A-Länderspiel der Schweiz aufgeboten. Gleichzeitig bekundete der bosnische Fussballverband Interesse an seinen Diensten. Am 14. November 2012 gab er sein Debüt im Trikot der A-Nationalmannschaft der Schweiz. Beim 2:1-Sieg im Freundschaftsspiel gegen Tunesien wurde er in der 84. Minute für Tranquillo Barnetta eingewechselt.
Im Februar 2013 wurde Hajrović für das Freundschaftsspiel gegen Griechenland erneut in die Schweizer A-Equipe berufen, wofür er von seinem Landsmann, dem bosnischen Stürmer Edin Džeko, öffentlich kritisiert wurde.

#### Bosnisch-herzegowinischer Fussballverband (NFSBIH)
Im Juni 2013 reiste der 21-jährige Hajrović nach Sarajevo zu Gesprächen mit dem  Bosnisch-herzegowinischen Fussballverband (NFSBIH) und unterzeichnete eine Absichtserklärung, in Zukunft für Bosnien-Herzegowina zu spielen. Der NFSBIH reichte daraufhin beim Schweizerischen Fussballverband ein Übertrittsgesuch für den Spieler ein.
Im August 2013 erhielt Hajrović von der FIFA die Spielfreigabe für die Nationalmannschaft von Bosnien-Herzegowina, da der schweizerisch-bosnische Doppelbürger kein Wettbewerbsspiel für die Schweizer Nationalmannschaft absolviert hatte. Unter dem Nationaltrainer Safet Sušić debütierte er am 6. September 2013 im Qualifikationsspiel zur WM 2014 bei der 0:1-Niederlage gegen die Slowakei. In der 82. Minute wurde er für Haris Medunjanin eingewechselt. Sein erstes Länderspieltor erzielte er in seinem zweiten Spiel am 10. September 2013 und sorgte damit für einen 2:1-Sieg seiner Mannschaft gegen die Slowakei. Während der WM 2014 kam er zu zwei Einsätzen.

## Erfolge
Grasshopper Club Zürich
- Schweizer Cupsieger: 2013

Galatasaray Istanbul
- Türkischer Cupsieger: 2014

Dinamo Zagreb
- Kroatische Meisterschaft: 2018
- Kroatischer Cup: 2018

## Auszeichnungen
- Schweizer Tor des Jahres: 2011